# Nass
La (ou le) Nass (en anglais : Nass River, en langue amérindienne Nisga'a : Txaa K'alii Aksim Lisims, en langue amérindienne Gitxsan : Xsitxemsem) est un fleuve qui coule dans le nord-ouest de la province de Colombie-Britannique au Canada. 

## Géographie

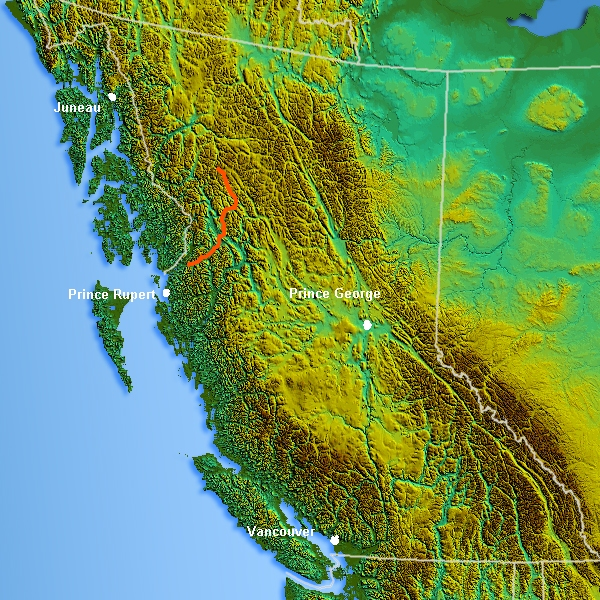
Bassin de la rivière Nass.

Elle prend sa source dans les montagnes Skeena et se jette dans l'océan Pacifique par l'intermédiaire de la baie Nass (Nass Bay), une extension de la baie Observatory (Observatory Inlet), elle-même un bras de la baie Portland (Portland Inlet), qui relie l'océan par l'entrée Dixon (Dixon Entrance).
La Nass a une longueur de 380 km et son bassin s'étend sur 21 100 km2.
Localités situées le long du fleuve Nass : New Aiyansh, Canon City, Greenville, Kincolith.

### Bassin versant
La vallée de la Nass constitue le territoire traditionnel des Amérindiens Nisga'a.

### Toponyme
Le nom de la Nass provient d'un mot indien (tlingit) signifiant « dépôt de nourriture », ce qui s'explique par le foisonnement des eulakanes (ou « poissons-chandelles »), des poissons de la famille des éperlans qui jouaient un rôle important dans l'alimentation des populations autochtones.

## Affluents
Principaux affluents de la Nass :
- Bell-Irving ;
- Meziadin ;
- Cranberry.